# Nonoai (Santa Maria)
Nonoai est un quartier de la ville brésilienne de Santa Maria, Rio Grande do Sul. Le quartier est situé dans district de Sede.

## Subdivisions
Le quartier possède les sous-quartiers (vilas) æsuivants : Conjunto Residencial João Rolim, Nonoai, Parque Residencial Jardim Tamanday, Parque Residencial Panorama, Vila Nonoai.